# Alice Is Stage Struck
Série Alice Comedies
Alice Loses Out
(1925) Alice Wins the Derby
(1925)
Pour plus de détails, voir Fiche technique et Distribution.
Alice Is Stage Struck ou Alice Gets Stage Struck est un court métrage d'animation américain muet de la série Alice Comedies sorti en 1925.

## Synopsis
Alice et ses amis donnent une représentation de La Case de l'oncle Tom. Durant le spectacle Alice est heurtée par une pile de journaux et perd conscience. Elle se retrouve alors en rêve dans le Grand Nord confrontée à Pete.

## Fiche technique
- Titre original : Alice Is Stage Struck (version muette) ; Alice Gets Stage Struck (version sonore)
- Série : Alice Comedies
- Réalisation : Walt Disney
- Animation : Ub Iwerks, Rollin Hamilton, Thurston Harper
- Encrage et peinture : Lillian Bounds
- Photographie : Mike Marcus
- Montage  : Georges Winkler
- Production :  Walt Disney
- Société de production : Disney Brothers Studios
- Société de distribution : Margaret J. Winkler (1925) ; Syndicate Pictures (1930, version sonorisée)
- Pays :  États-Unis
- Format d'image : noir et blanc - 35 mm - 1,37:1 - muet
- Genre : animation et prises de vues réelles
- Durée : 7 min
- Dates de sortie : 
  - Version muette : 23 juin 1925[1] au Rivoli Theater de New York, en première partie de The Light of Western Stars[2]
  - Version sonorisée : 15 janvier 1930

Source : Walt in Wonderland

## Distribution
- Margie Gay : Alice
- Leon Holmes
- Marjorie Sewell
- Joe Allen

## Commentaires
Produit en avril-mai 1925 sous le titre Alice's Uncle Tom's Cabin, le film a été livré le 29 mai 1925. 